# Lørenskog
Lørenskog es un municipio en el condado de Akershus, Noruega. Forma parte del distrito tradicional de Romerike y tiene una población de 35 139 habitantes según el censo de 2015. Su centro administrativo es el pueblo de Kjenn. Lørenskog se separó del municipio de Skedsmo en 1908.

## Información general

### Etimología
El municipio (originalmente una parroquia) fue nombrado en referencia a una antigua granja llamada Leirheimr.  El primer elemento es leirr, que significa «yeso», y el último elemento es heimr que significa «granero» o «chacra». Por lo tanto el nombre se puede traducir como «la chacra construido en terreno de yeso». El sufijo skógr, que significa «madera», fue agregado posteriormente, por lo que el significado pasó a ser «los bosques alrededor de la chacra Leirheimr». Antes de 1918, el nombre se escribía Lørenskogen.

### Escudo
El escudo fue creado en 1957. En él se observa una rueda de molino de agua roja sobre un fondo dorado. Los aserraderos movidos por molinos de agua eran un elemento importante de la economía del municipio.

## Geografía
El municipio se encuentra ubicado inmediatamente al este de la ciudad de Oslo, y varias rutas importantes los unen. Casi todos los habitantes viven en el sector norte de Lørenskog. El sector sur es un bosque, mientras que las granjas y sembradíos ocupan el resto.
La ciudad de Losby ubicada en Lørenskog, es conocida por su molino de agua, el cual forma parte del escudo de Lørenskog.

## Personalidades
- Henrik Kristoffersen (1994-), esquiador.